# Alfredo Mendoza
Alfredo Mendoza (12 de desembre de 1963) és un exfutbolista paraguaià.

## Selecció del Paraguai
Va formar part de l'equip paraguaià a la Copa del Món de 1986.